# Cuisine de Taïwan
 (novembre 2023).
Le contenu est difficilement compréhensible vu les erreurs de traduction, qui sont peut-être dues à l'utilisation d'un logiciel de traduction automatique.
 (novembre 2023).
Si vous disposez d'ouvrages ou d'articles de référence ou si vous connaissez des sites web de qualité traitant du thème abordé ici, merci de compléter l'article en donnant les références utiles à sa vérifiabilité et en les liant à la section « Notes et références ».

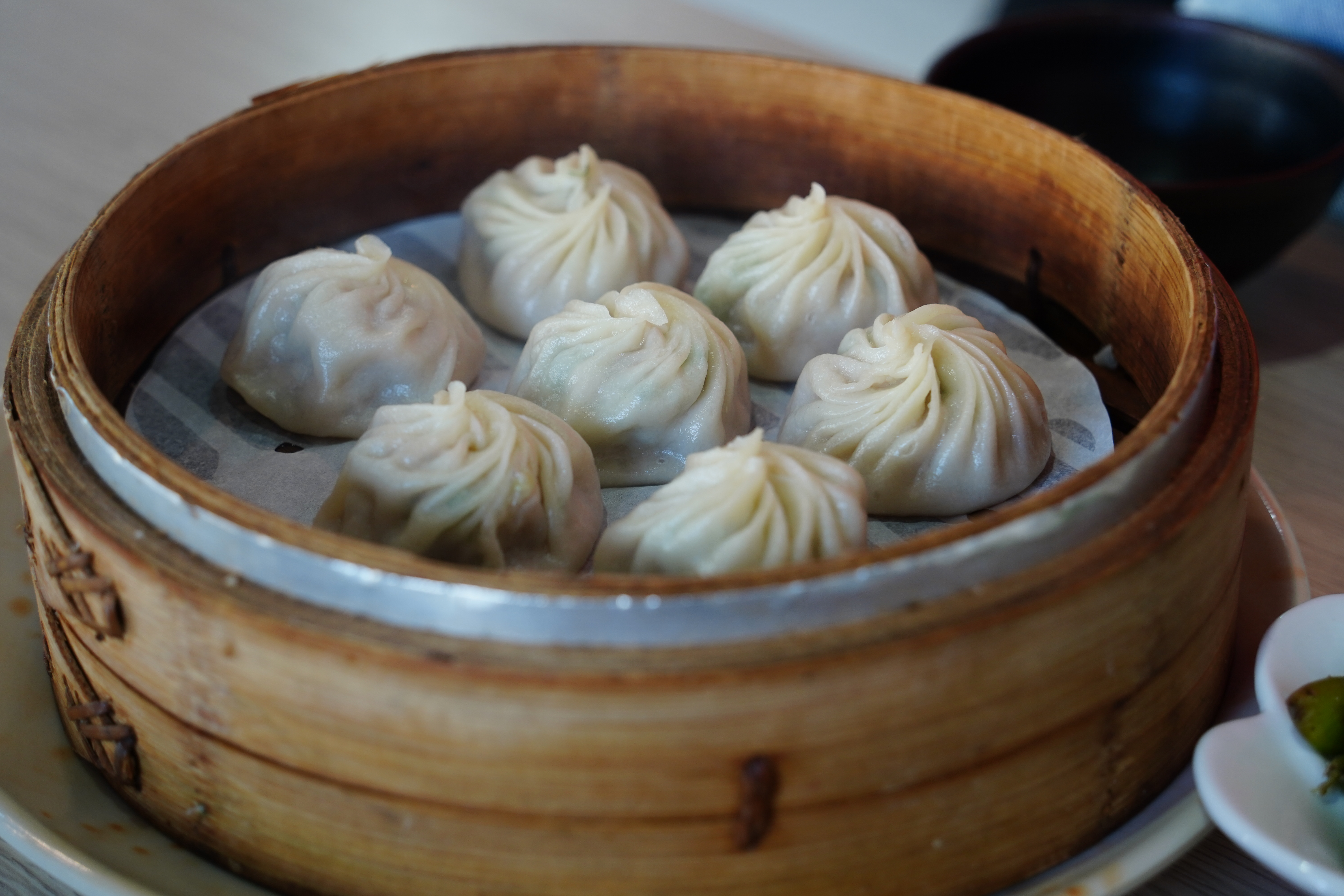
Xiaolongbao dans des paniers vapeur en bambou.

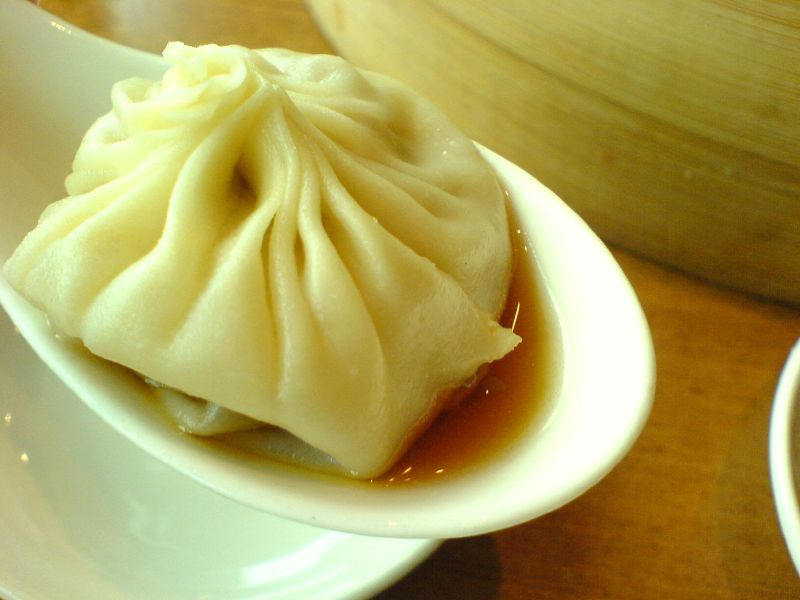
Xiaolongbao.

La cuisine de Taïwan (chinois traditionnel : 台灣料理, bopomofo : ㄊㄞˊㄨㄢ ㄌㄧㄠˋㄌㄧˇ) reflète l'histoire de l’île, sur la base des traditions culinaires indigènes de Taïwan et de la cuisine chinoise, des influences telles que la cuisine japonaise et la cuisine occidentale ont été ajoutées.
Lorsque la cuisine chinoise a été introduite à Taïwan où vivaient les aborigènes d'origine austronésienne, elle a formé la base de la cuisine taïwanaise. À partir du XVIe siècle environ, les Han de la dynastie Ming se sont installés sur l'île, puis la dynastie Qing de l'empire de Chine, les Occidentaux des Pays-Bas et d'Espagne. Le territoire a également traversé la période coloniale de l'empire du Japon. À travers ces années, la cuisine locale a développé une variété de recettes ainsi qu'une culture alimentaire unique.

## Définition
En langues chinoises, les termes « cuisine taïwanaise » et « cuisine de Taïwan » ont des significations différentes :
- la « cuisine de Taïwan » au sens large fait référence à diverses cuisines fusion locales et taïwanaises qui peuvent être consommées à Taïwan. Tous les plats inventés par des Taïwanais ou modifiés par des Taïwanais sont inclus dans ce périmètre ;
- la « cuisine taïwanaise » au sens étroit, également appelée tai tsai (台菜), se réfère uniquement à la cuisine des Fujian de Chine, habitants de Minnan vivant à Taïwan. C'est aussi un groupe ethnique qui représente 70 % de la population actuelle de Taïwan. Il existe des groupes ethniques chinois non Fujian, ainsi que des aborigènes de Taïwan et des Japonais, ce qui n'entre pas dans la catégorie des tai tsai au sens étroit.

## Historique
Étant donné que la société taïwanaise a les caractéristiques d'une société d'immigrants, bien que la cuisine taïwanaise ait ses racines dans la cuisine de aborigènes taïwanais, la cuisine taïwanaise d'aujourd'hui montre une influence limitée des traditions culinaires indigènes. Parmi les immigrants, la cuisine chinoise, en particulier avec une grande population, surtout la cuisine de Fujian la cuisine hakka forment la base de la cuisine taïwanaise. La cuisine des indigènes de Taïwan avec une petite population reste comme cuisine locale et ainsi de suite.
La cuisine taïwanaise est un amalgame de traditions culinaires de toute la Chine. Tout d'abord, la cuisine du Fujian telle que Xiamen, Quanzhou et Zhangzhou est fusionnée avec la cuisine indigène pour former la base de la cuisine taïwanaise. Elle a été influencée par plusieurs cuisines d'immigrants, telles que les Hakkas de la Cantonais[pas clair] ou les Han du sud de la Chine. Après la Seconde Guerre mondiale, alors que des gens de toute la Chine continentale sont venus à Taïwan avec le Kuomintang, Beijing, Shanghai, Sichuan, Guangdong et d'autres cuisine chinoise avancées développées à Taïwan.[pas clair]
Pendant les cinquante ans de domination coloniale japonaise, la cuisine locale a également été influencée par la cuisine japonaise, en particulier celle des périodes Meiji et Taisho. Sous cette influence, on trouve les oden ou tempura, les sashimis et les sushis. On retrouve également de la soupe miso, du curry japonais et du saké. En plus du nigiri-zushi, les sushis taïwanais sont généralement sushi[pas clair], et le smash[Quoi ?] est légèrement assaisonné de vinaigre. À la maison, les  plats japonais comme l'inarizushi et la soupe miso sont servis avec le plat principal chinois.
D'une manière générale, la cuisine taïwanaise est une sorte de cuisine de la société immigrée formée en ajoutant la cuisine japonaise et les caractéristiques propres de Taïwan sur la base de la cuisine chinoise.
|                |
| Tofu aux œufs. |

|                |
| Fleur de tofu. |

|             |
| Lo bah png. |

|           |
| Kakigōri. |

|         |
| Ba-wan. |

|                 |
| Thé aux perles. |

|         |
| Ke-pâi. |

|           |
| Castella. |

|         |
| Ekiben. |

|                              |
| Gâteau à l'ananas taïwanais. |

|                               |
| Jiaozi à la soupe de tomates. |

|                                |
| Cuisine végétarienne à Taïwan. |

|                         |
| Wonton à l'huile rouge. |

|          |
| Gua bao. |

|                           |
| Petit déjeuner taïwanais. |

|                            |
| Soupe de nouilles au bœuf. |

## Ingrédients
Taïwan est un pays insulaire entouré par la mer de tous côtés et des montagnes de 3 000 mètres de haut sont réparties au centre de l'île du nord au sud. Bien qu'il s'agisse d'un petit pays, la topographie est diversifiée et l'environnement naturel est bien équipé[pas clair], il est donc riche en divers produits de la mer et de la forêt.
La cuisine taïwanaise présente un concept caractéristique du pays : la lettre Q désigne la qualité élastique de la texture des aliments contenant de l'amidon, tels certains types de nouilles, les perles de tapioca, les boulettes de poisson, de viande et de riz, ou les raviolis. Il n'existe pas de caractère chinois équivalent. En Chine continentale, notamment à Xiamen, on retrouve des influences taïwanaises, comme la rue des « petits plats taïwanais » (臺灣小吃街, táiwān xiǎochī jiē), où on trouve du tofu puant, des glaces aux fruits et des plats de fruits de mer parmi les différentes spécialités.
- Fruits : parmi les ingrédients alimentaires se distinguent les aliments et plats à base de fruits particulièrement bon marché et très variés. Appelé le royaume des fruits, Taïwan est riche en mangues, ananas, goyaves, pommes de Java, pommes à sucre, fraises, melons, pastèques, bananes et kiwis.
- Légumes, champignons : la créativité des Taïwanais s'exprime souvent à travers leur sélection d'épices et de condiments. La cuisine taïwanaise s'appuie sur un large éventail d'assaisonnements : sauce de soja, alcool de riz, huile de sésame, douchi (haricots de soja noir fermentés), radis blanc en saumure, moutarde brune marinée, cacahuètes, piments, feuilles de coriandre et une variété locale du basilic (九層塔, jiǔ céng tǎ, littéralement « la pagode à neuf étages »).
- Épices : le basilic et la coriandre sont couramment utilisés ainsi que l'octogone[Quoi ?], le fenouil, l'échalote, le plantain, l'ail, l'oignon vert, la ciboulette et le gingembre. Il[Qui ?] est rôti dans l'huile pour dégager un parfum et est utilisé dans les plats sautés ou les soupes. Cette variété d'assaisonnements produit des goûts intéressants qui font de la cuisine taïwanaise une cuisine raffinée malgré la simplicité des préparations.
- Poisson : la plie, la baudroie, le bar, la morue, l'anguille et l'ohichi (œufs de poisson) sont mangés. Le sancheoneo de Taïwan, en particulier, est connu comme le poisson représentatif de cet État.
- Crustacés : on trouve le tigre noir[Quoi ?], le homard, la crevette noire, la crevette fleur de cerisier et la crevette pivoine. Il est situé[Qui ?] entre la Chine, l'Asie du Sud-Est et le Japon et les crevettes consommées dans les pays voisins sont essentiellement pêchées à Taïwan.
- Crabe : Je préfère quelque chose[non neutre] avec un fort goût d'umami et une faible odeur de poisson, et il y a des crabes de poulet[Quoi ?], des crabes bleus, des crabes bleus tachetés, des crabes à lame de scie du Sud et des crabes rouges du Sud-Est, capturés dans les eaux près de Taïwan.
- Coquillages : en plus des huîtres qui sont l'ingrédient principal d'Eoachian[Quoi ?], divers types de coquillages sont utilisés tels que les palourdes, le surang, l'obunjagi et les palourdes gamurak.
- Nouilles : vous pouvez[non neutre] déguster une variété de plats de nouilles. Le yi mian de Nantou, le tang ami de Tainan, le new lou mian de Kaohsiung, le mifun de Hsinchu, le jajang mian de Taipei et le dandan mian épicé à la sichuanaise sont célèbres.
- Pains : on trouve hakka bing, danbing, chongyu bing, luobo gao, hujaobing ainsi que les spécialités locales taiyang bing et lao po bing.
- Dessert : les collations aux céréales autochtones taïwanaises[Lesquelles ?], le bao bing (glace pilée), le thé à bulles avec des perles de tapioca ou de la gelée et divers desserts sont abondants.

|         |
| Mangue. |

|         |
| Goyave. |

|             |
| Pomme Java. |

|        |
| Ananas |

|         |
| Céleri. |

|                         |
| Dessert au taro violet. |

|        |
| Silpa. |

|                   |
| Tofu et épinards. |

|               |
| Porc et œufs. |

|          |
| Badiane. |

|         |
| Ohichi. |

|              |
| Loup de mer. |

|         |
| Ormeau. |

|                   |
| Transept[Quoi ?]. |

|                 |
| Crabe feriatus. |

|                    |
| Crevettes pivoine. |

## Type de nourriture
1. Taïwan zaocan (台灣早餐) : zhaochan signifie « petit déjeuner ». Le petit déjeuner taïwanais est une combinaison de plats chinois et occidentaux. Dans les magasins de petit déjeuner, on peut déguster une variété d'aliments, tels que luobogao et autres gâteaux de riz, danbing, chongyubing et autres crêpes, doujang, yutiao, new loumian et d'autres types de nouilles, de bouillie et de jus.
2. Taïwan xiaochi (台灣小吃) : xiaochi signifie « collation ». On peut en profiter au marché nocturne.
3. Taïwan sushi (台灣素食) : susu signifie « nourriture du temple ». C'est un plat de Qingzhen de style taïwanais, qu'on trouve couramment dans les cafétérias étudiantes et les rations militaires à travers le pays. Les ingrédients alimentaires tels que le yu dou fu, le blé et le piment sont utilisés en abondance. Le poulet végétarien est appelé suji, le poisson végétarien est appelé suyu et la viande végétarienne est appelée surou, etc.
4. Taïwan rechao (台式熱炒) : plat consommé au dîner avec un accompagnement ou en collation avec de l'alcool. Il y en a des chics et des folkloriques[pas clair].
5. Taïwan bento box (台式便當) : contrairement au bento froid et très coloré du Japon, le bento de Taïwan est chaud, brun et met davantage l'accent sur les délices de la nourriture elle-même plutôt que sur son apparence.
6. Taïwan steak (台式牛排) : steak, sauce aux champignons, sauce au poivre noir et pâtes sur un plat grésillant, avec une soupe à la crème de maïs.
7. Pain taïwanais (台式麵包) : une fusion de pain français et japonais. Il existe de nombreuses saveurs telles que la sauce crème anglaise, les haricots rouges, la soie de porc[pas clair], l'huile aux oignons verts et la corne de bœuf[pas clair].
8. Liushuish (流水席) : plat de banquet. Comme pour la cuisine de Chaozhou, des ingrédients rares tels que les ailerons de requin et les nids d'oiseaux sont utilisés, ainsi que des concombres de mer et des ormeaux.
9. Qingzhou xiaocai (清粥小菜) : dégustation de plusieurs petits plats d'accompagnement avec du porridge. Bien que partiellement influencée par la cuisine du Fujian et la cuisine hakka, ce repas est considéré comme une tradition qui reflète les habitudes alimentaires des anciens Taïwanais.
10. Cuisine médicinale taïwanaise (漢方藥膳) : la cuisine à base de plantes de Taïwan est fortement influencée par les traditions de la médecine chinoise et de la cuisine chinoise à base de plantes. Elle se caractérise par un fort assaisonnement.
11. Cuisine intestinale (內臟料理) : parmi les viandes, le porc est l'une des principales caractéristiques[pas clair] et les pionniers n'avaient pas l'habitude de manger de la vache, qui était une source précieuse d'énergie pour les travaux. Dans l'idée d'utiliser des ingrédients sans gaspillage, les plats contenant des organes et du sang d'animaux se développent également. Les plats de bœuf, tels que les nouilles au bœuf modernes, sont essentiellement une coutume importée de Chine depuis l'ère de la domination japonaise.
12. Poulet en saumure (鹽水雞) : poulet et divers légumes marinés dans du sel, de l'eau et un enzyme de fermentation.
13. Poulet salé croustillant (鹽酥雞) : légumes et poulet enveloppés dans du basilic spécial de Taïwan, de l'ail, du poivre et de la poudre frite[pas clair], frits dans de l'huile d'arachide.
14. Luwei (滷味) : ramen et légumes cuits avec de la sauce soja, de la poudre de cinq épices, de la cannelle, du zeste d'orange et de l'anis étoilé. La viande a un fort goût fumé.
15. Brochettes au barbecue (燒烤串) : divers ingrédients accommodés de sauce soja, de pamplemousse, d'orange, de cassonade, etc., mis en brochettes sur de longs bâtons de bambou et cuits au barbecue. Semblable aux kebabs chinois[pas clair] ou aux brochettes japonaises.
16. Hot pot (火鍋) : baies de goji chinoises, piments taïwanais, piments de Mongolie intérieure, poulet au vin de riz Huadiao, légumes, palourdes, etc. On peut également profiter gratuitement de la crème glacée Haagen-Dazs à volonté[pas clair].
17. Teppanyaki (鐵板燒) : porc, agneau ou bœuf sautés avec des oignons, des germes de soja et des poireaux sur une plaque de fer chaude.
18. Glace pilée (剉冰) : il existe différentes saveurs de fruits comme le maoguo[Quoi ?], la pastèque, le taro, la fraise… Ce mets ne contient que des glaçons, du lait concentré maison et de la crème fraîche. C'est le dessert le plus populaire en été à Taïwan.

|                           |
| Poulet salé croustillant. |

|                |
| Taïwan rechao. |

|                 |
| Taïwan xiaochi. |

|                |
| Mochi au bœuf. |

|                  |
| Modèle:Ps clair. |

|                                |
| Taïwan zhaocan (lait de soja). |

|                         |
| Taïwan Zhaochan Danbing |

|                                           |
| Scènes courtes, Curie et Ungo[pas clair]. |

|                                      |
| Phytothérapie taïwanaise[pas clair]. |

|                                      |
| Taïwan zhaocan Chung Yubing[Quoi ?]. |

|                                |
| Taïwan zhaocan (hu zhao bing). |

|          |
| Hot pot. |

|                              |
| Menu fixe taïwanais[Quoi ?]. |

|                        |
| Riz au jarret de porc. |

|                      |
| Croissant taïwanais. |

|                             |
| Poulet au poivre de Taïwan. |

## Plats représentatifs

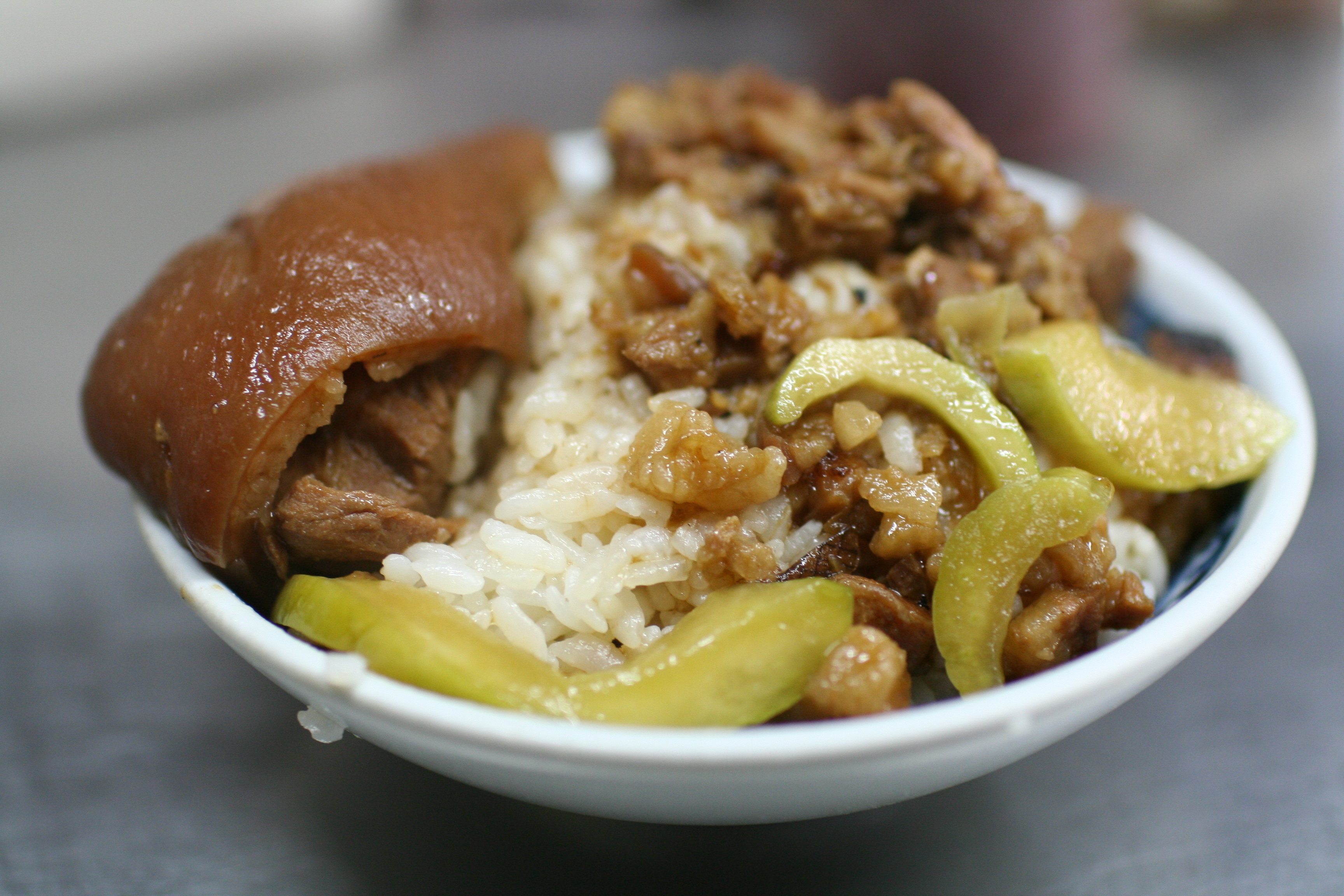
Ló͘-bah-pn̄g, porc mijoté sur un bol de riz.

Il s'agit en général de plats simples ou de snacks. On trouve quelques soupes et bouillons :
- ba-luah e (麻辣鍋, málà guō, « fondue mala ») : fondue chinoise épicée, qui devient de plus en plus populaire, surtout à Taipei. Le bouillon, dans lequel on fait cuire soi-même de petites bouchées d’aliments divers, comporte beaucoup d'herbes chinoises et d'autres ingrédients spéciaux. Son goût épicé augmente la sensation de chaleur, ce plat est donc très apprécié en hiver ;
- jiû-hî keⁿ (魷魚羹, yóuyú gēng, « soupe de seiche/calamar ») : soupe contenant des morceaux de seiche ou de calmar recouverts de surimi ;
- ô-á mī-sòaⁿ (蚵仔麵線, kézǎi miànxiàn, « vermicelles aux huîtres ») : soupe épaisse contenant de petites huîtres et des vermicelles de riz ;
- siān-hî ì-mī, (鱔魚意麵, « nouilles à l’anguille ») : nouilles avec de l’anguille dans une soupe aigre-douce épaissie avec de l'amidon.

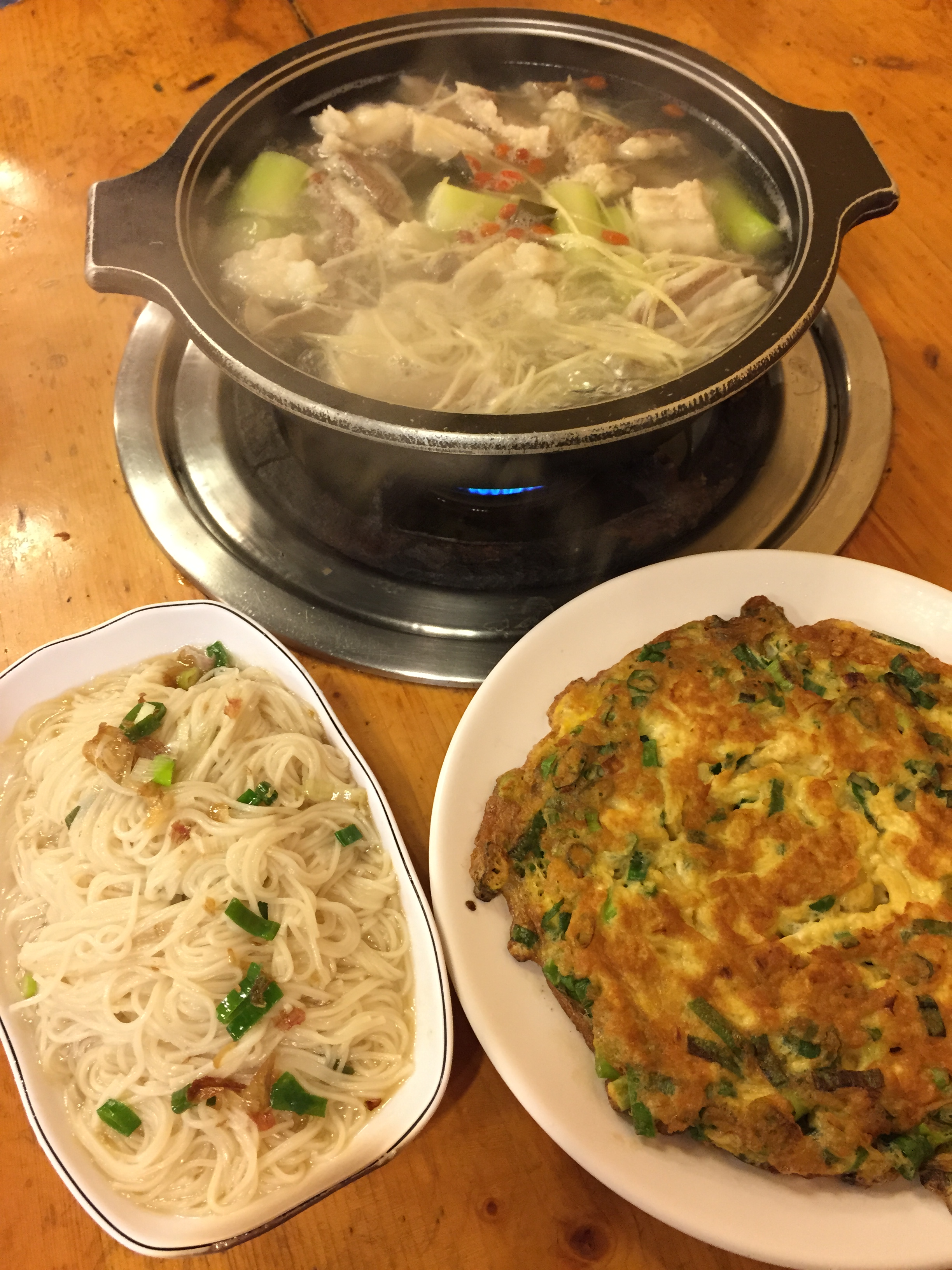
Marmite de mouton et de légumes, vermicelles sautés et omelette aux radis salés (chhài-pó͘-nn̄g).

On propose aussi d'autres plats uniques à consommer ou pour accompagner du riz ou des nouilles :
- chhài-pó͘-nn̄g (菜脯卵, cài fǔ luǎn) : omelette aux radis chinois marinés ;
- koe-á bah (瓜仔肉, guā zǐ ròu) : porc haché à la vapeur servi avec des concombres en conserve au vinaigre ;
- ló͘-bah-pn̄g (滷肉飯 ou 魯肉飯, lǔròu fàn) : porc émincé, en cube ou haché, cuit dans de la sauce de soja et des épices puis servi sur du riz ;
- sam-poe-koe (三杯雞, sān bēi jī, « poulet aux trois tasses ») : la sauce est composée d'une tasse d'alcool sucré ou d'alcool de riz, une tasse de saindoux fondu, d'huile de sésame noir ou de sucre et une tasse de sauce de soja ;
- ti-huih-ko (豬血糕, zhū xuè gāo) : gâteau de riz au sang de porc découpé en parallélépipèdes, trempé dans la sauce de soja (et dans une sauce pimentée éventuellement) puis saupoudré de poudre d’arachide et de coriandre hachée ; en général consommé en snack fiché sur un bâtonnet.
- tofu grillé (鐵板豆腐, tiě bǎn dòu fǔ) accompagné de sauce, servi à table sur une plaque chauffante individuelle.

Il existe de nombreux autres mets qu'on peut aussi considérer comme des snacks, qu'on pourrait rapprocher des dimsums cantonais ou des tapas espagnols. Ils sont généralement peu salés et contiennent plusieurs légumes en plus de la viande ou des fruits de mer.
Les restaurants végétariens sont courants et offrent un large choix de plats. Ceci est principalement dû à l'influence du bouddhisme.
Il existe aussi une sorte de barbecue que l'on appelle khòng-iô (chinois traditionnel : 焢窯 ; pinyin : hōngyáo). On commence par fabriquer une pyramide creuse en mottes de terre, on place ensuite du charbon dans lequel on fait brûler du bois jusqu'à ce que la terre rougisse. Les ingrédients à cuire, comme le taro, l'igname ou le poulet sont placés dans des canettes, puis les canettes[Quoi ?] sont placées dans la pyramide. Enfin, on fait s'écrouler la pyramide sur la nourriture jusqu'à la fin de la cuisson.

### Desserts
- Chhú-khak-ké (鼠麹粿, shǔ qū guǒ) ou chháu-á-ké (草仔粿, cǎo zǐ guǒ) : pâtisseries faites d'une pâte de farine de riz gluant combinée à une pâte de Gnaphalium affinée ou d'armoise commune qui lui donne leur goût unique et leur couleur verte. Elles sont généralement fourrées avec de la viande ou de la purée de haricots sucrée.
- Ō-á-peng (芋仔冰 / 芋冰, yù bīng) : pâte de racine de taro gelée.
- Ò-giô-peng (愛玉冰, ài yù bīng) : dessert gélatineux jaune pâle, fait à partir de graines d'une variété asiatique de figue. Il est servi accompagné de sirop de citron et de miel ou sur de la glace.
- Sian-chháu (仙草, xiāncǎo) : boisson ou soupe contenant de la gelée de Mesona chinensis, servie chaude ou froide.
- Gelée d'aiyu (愛玉冰, aìyùbīng) : gelée tirée des graines du Ficus pumila, servie le plus souvent froide avec du miel et du jus de citron.
- Thé aux perles (珍珠奶茶, zhēnzhū nǎichá) : des boules de tapioca sont ajoutées à du thé au lait.
- Gâteau à l'ananas (鳳梨酥, fènglí sū) : une pâtisserie sous forme de petit gâteau individuel, fourrée à l'ananas.

### Spécialités régionales

#### Changhua

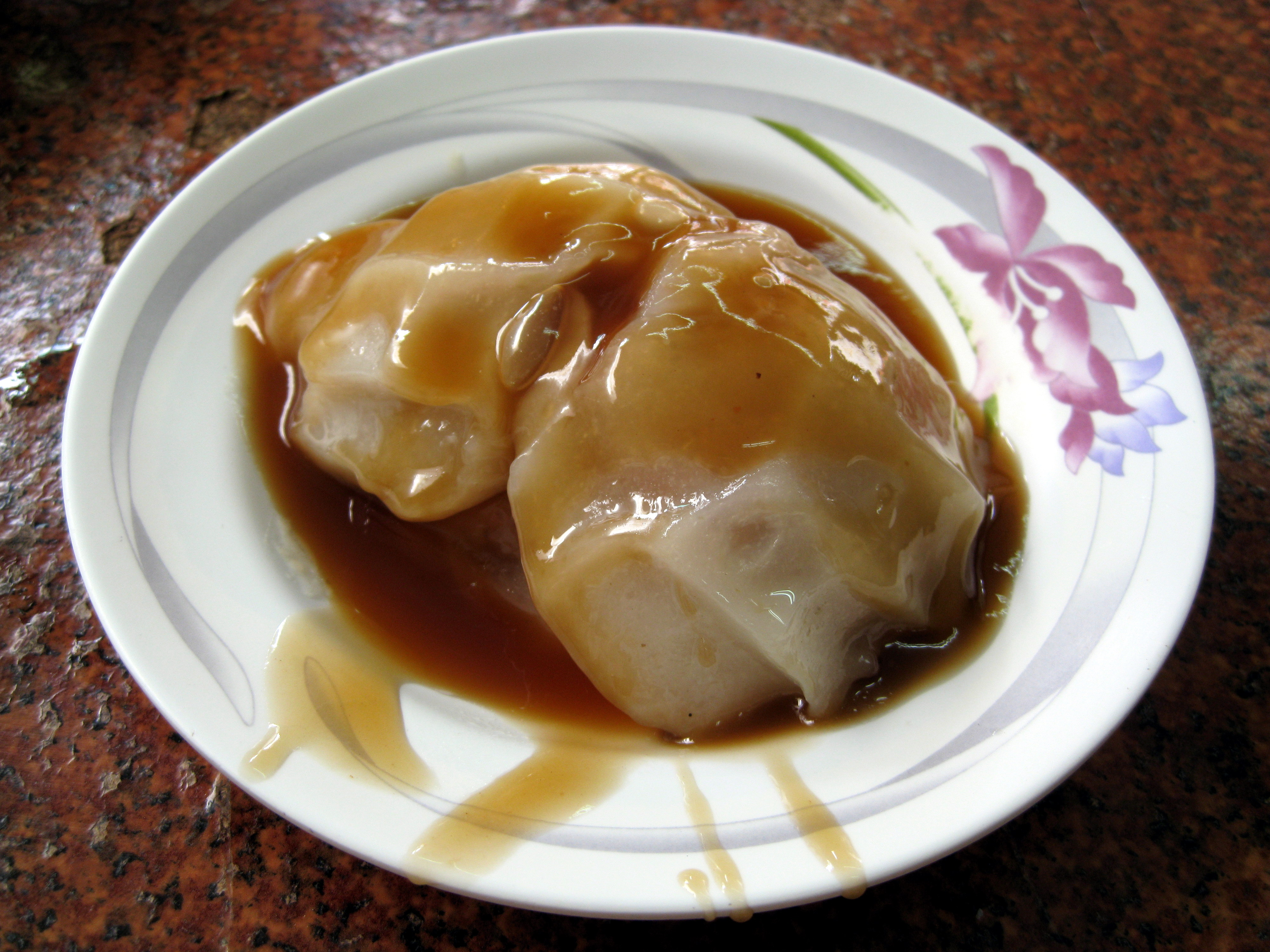
Bah-oân servi avec une sauce sucrée et pimentée.

- Bah-oân (肉圓, ròu yuán, « boule de viande ») : boulette translucide aplatie (mélange de fécule de patate douce, de fécule de maïs, d'amidon de tapioca ou de farine de riz) de 6 à 8 cm de diamètre. Elle est fourrée avec du porc et des légumes, le plus souvent des champignons et des pousses de bambou, cuite à la vapeur et souvent ensuite pochée dans l'huile, servie avec une sauce aigre-douce pimentée ainsi que de la coriandre.

#### Chiayi
- Hoe-koe bah-pn̄g (火雞肉飯, hǔo jī ròu fàn, « bol de riz à la dinde ») : bol de riz recouvert de lanières de dinde, souvent accompagné de daïkon mariné. Le riz est arrosé d'une sauce faite du jus de cuisson de la dinde et de sauce de soja.

#### Hsinchu
- Bí-hún (米粉, mǐfěn, « vermicelles de riz ») : souvent mangés « secs » (乾, gān) (sans soupe), avec des champignons parfumés, des petites crevettes séchées, de l’échalote et du porc haché.
- Kòng-ôan (貢丸, gòng wán) : boulettes de porc fréquemment mangées dans une soupe (湯, tāng).

#### Taichung
- Kasutera (カステラ?), ou « gâteau de Nagasaki ».
- Nougat chinois (牛軋糖, niúgá táng).
- Thài-iông-piáⁿ (太陽餅, tài yáng bĭng, « galette solaire ») : pâtisserie en pâte feuilletée dont le centre est sucré et souvent fait de miel ou de mélasse.

#### Taoyuan
- Bœuf épicé (熱和辣牛肉, rè hé là niú ròu) : bœuf très épicé consommé brûlant, souvent avec des pâtes.
- Tāi-khe tāu-koaⁿ (大溪豆干, dà xī dòu gān, « tofu sec de Dàxī ») : il en existe deux sortes, nature ou assaisonné. Il peut être grignoté en tant que snack ou être un ingrédient dans un plat.

#### Tainan
- Beignets de crevettes et de porc.
- Hê-jîn bah-ôan (蝦仁肉丸, xiārén ròu wán, « boulette de crevettes »).
- Jarret de porc (豬腳肉, zhū jiǎo ròu).

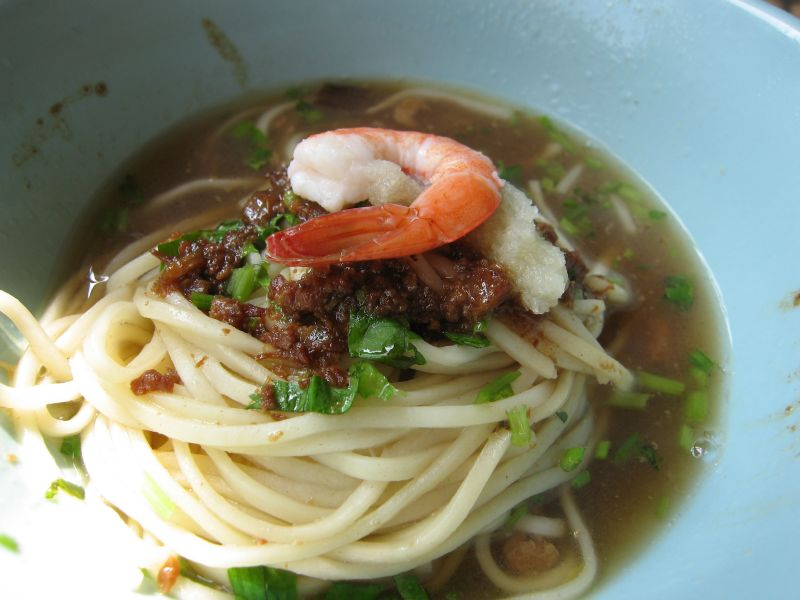
Dānzǎi miàn du restaurant Dùxiǎoyuè, à Tainan.

- Koaⁿ-chhâ-pán (棺材板, guān cái bǎn, « pain cercueil ») : pain de mie évidé plongé dans de l’œuf puis frit à la façon du pain perdu. Il est ensuite rempli d’un fourrage salé, comme du bœuf au poivre noir ou du poulet au curry.
- Tâi-lâm iû-pn̄g (台南油飯, táinán yóu fàn, « riz huileux ») : riz gluant mélangé à de l’huile parfumée, des morceaux de porc, des champignons et des crevettes séchées.
- Tàⁿ-á-mī (台南擔仔麵, táinán dān zǐ miàn, « nouilles dān zǎi à la tainanaise ») contenant divers assaisonnements.

#### Nantou
- Bah-oân (肉圓, ròu yuán, « boule de viande ») : similaire au ba-wan présenté plus haut.
- Ì-mī (écrit 意麵 à Taïwan, pinyin : yì miàn) : nouilles particulièrement tendres, avec ou sans soupe.

#### Tamsui
- A-geh (阿給, ā gěi) : cube de tofu sauté, fourré avec des nouilles cristal à base de fécule de haricot mungo, fermé par de la pâte de poisson[pas clair] et arrosé d'une sauce piquante.
- Hî-ôan (魚丸, yú wán, « boulette de poisson ») : boules de pâte de poisson fourrées à la viande et à l'ail, cuites dans du bouillon. Leur fabrication était une industrie alimentaire importante de ce port[Lequel ?].
- Thih-nn̄g (鐵卵, tiě luǎn, « œuf de fer », écrit 鐵蛋, tiě dàn en mandarin) : œufs trempés à plusieurs reprises dans un mélange d'épices puis séchés à l'air libre, ce qui les fait rétrécir et leur donne une couleur marron foncé et un parfum prononcé. De consistance un peu caoutchouteuse, ils se conservent plus longtemps que des œufs durs.

### Plats du marché de nuit

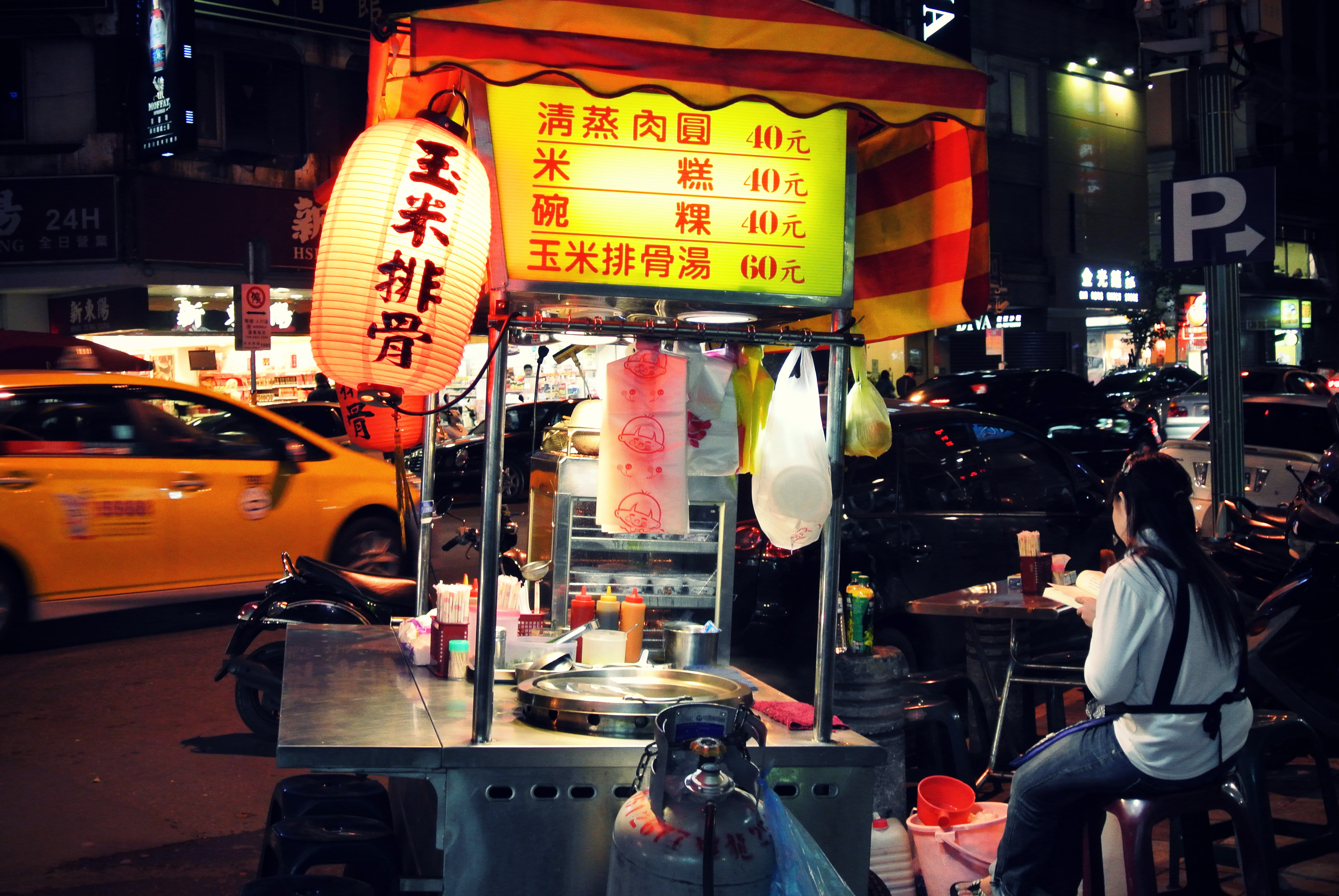
Stand de cuisine de rue.

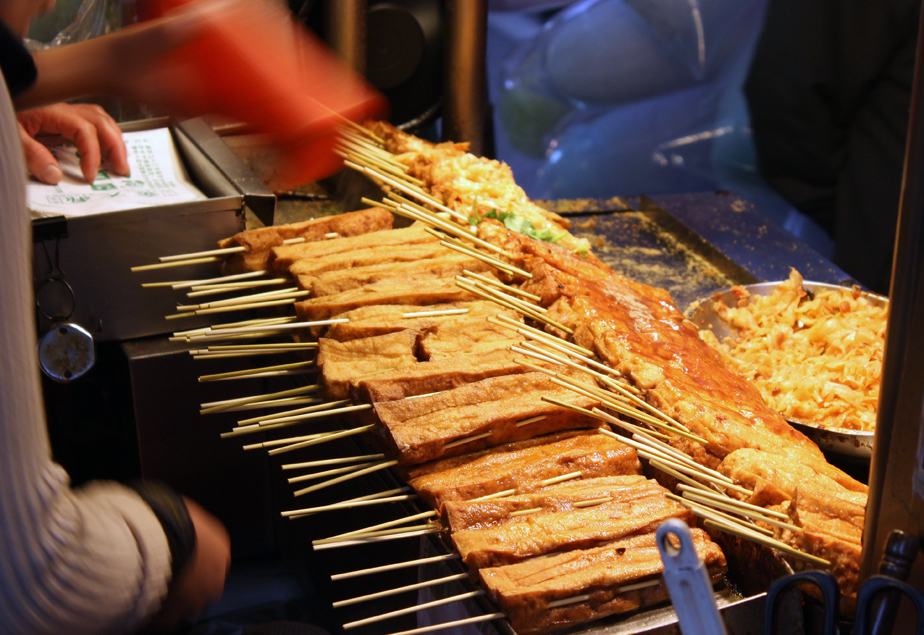
Tofu puant à Shenkeng (Taipei).

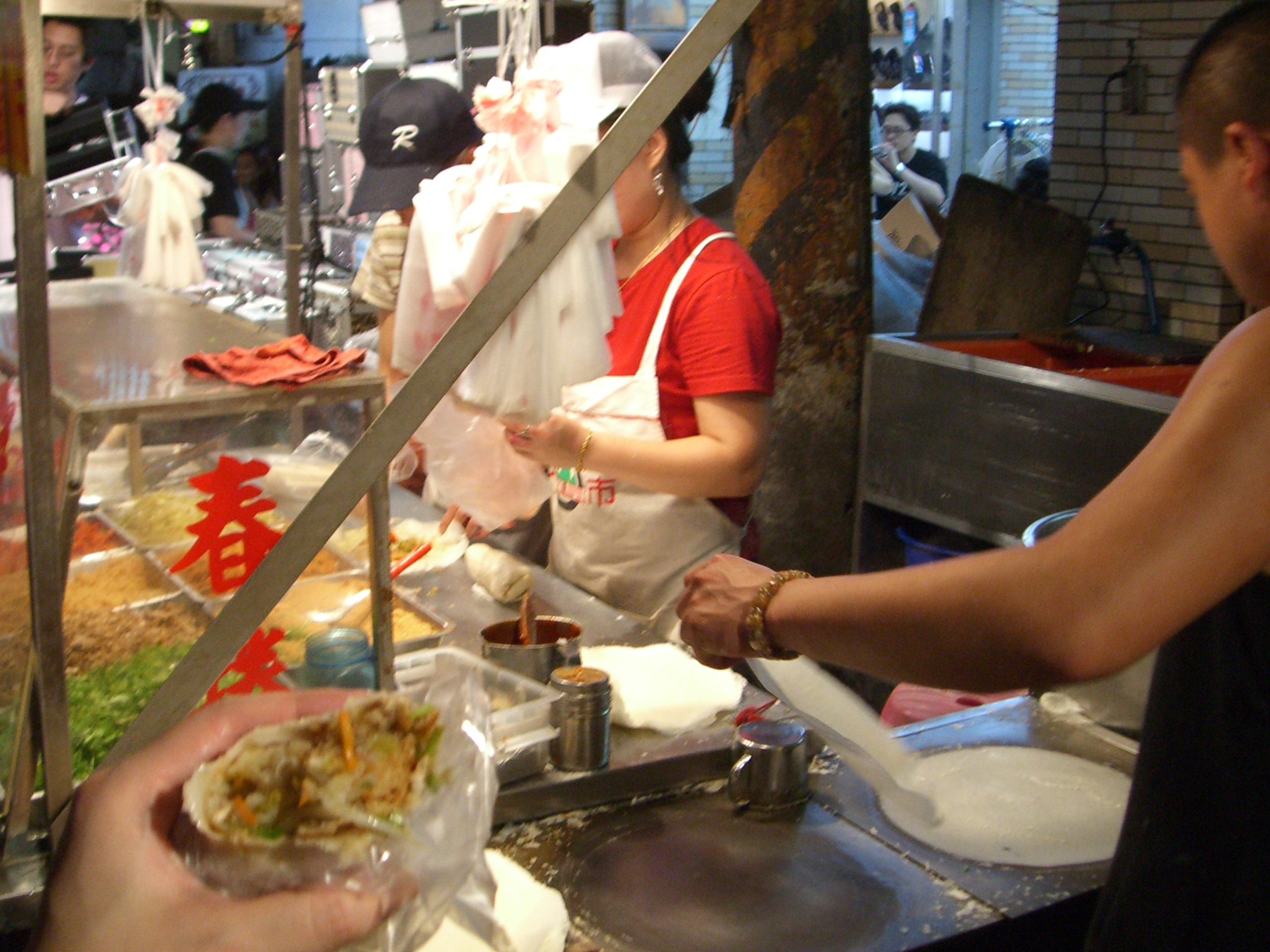
Stand proposant des popiah.

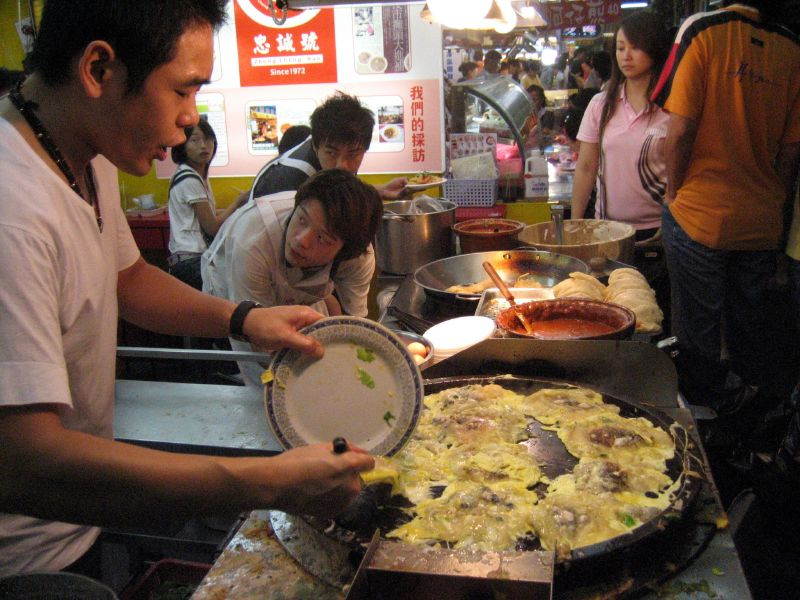
Omelette aux huîtres sur le marché de Shilin (Taipei).

Les snacks les plus connus de Taïwan sont vendus sur des marchés de nuit. On y trouve des plats à emporter offerts dans de petits restaurants et différents stands de boisson, dont ceux offrant du thé aux perles.
- Bah-oân (肉圓, ròu yuán, « boule de viande »).
- Boulettes de riz gluant sautées légèrement sucrées.
- Chhàu tāu-hū (臭豆腐, chòu dòu fǔ, « tofu puant ») : l'odeur peut être intimidante au début mais il s'agit d'un goût acquis. Il y a plusieurs variantes, mais la plus populaire est celle où le tofu est frit et servi avec un mélange de légumes marinés similaire au kimchi (généralement du chou, du daïkon et des carottes). On le sert avec une sauce faite de pâte de soja, d'épices et d'ail, une sauce aigre-douce ou une sauce pimentée. La version « humide » est cuite dans une soupe épicée mala (麻辣, málà) avec du sang de canard. Une autre variante populaire est la version grillée : le tofu est badigeonné de sauce de soja et grillé en brochette.
- Cong you bing, galette de ciboule (蔥油餅, cōng yóu bǐng) : crêpe légèrement feuilletée contenant de la ciboule hachée. Ce snack provient de Chine continentale.
- Kǎo huāzhī (烤花枝) : du calmar ou du poisson (souvent Cololabis saira) en brochette, souvent mariné puis grillé.
- Maïs (玉米, yùmǐ) : certains vendeurs se spécialisent dans un type de maïs alors que d'autres offrent différentes variantes de maïs salé ou sucré. Le maïs peut être cuit à la vapeur, grillé, bouilli, etc.
- Ô-á-chian (蚵仔煎, kézǎi jiān) : omelette aux huitres à base d'œufs, d'huîtres, d'amidon de tapioca et de feuilles de chrysanthème. Sa texture est tendre et un peu collante et on la mange avec une sauce aigre-douce, saupoudrée de coriandre. Ce plat est très courant dans les marchés de nuit puisqu'il s'agit d'un des snacks les plus populaires de Taïwan[2].
- Po̍h-piáⁿ (潤餅, rùn bǐng, aussi connu sous le nom de lunpiah ou de crêpe taïwanaise : une crêpe de froment très fine et à moitié croustillante dont la farce varie. Cette farce peut contenir du sucre en poudre, de la poudre de cacahuète, de l'œuf, des légumes ou du porc hachés ou même des fruits de mer. La pâte peut être la même que celle des rouleaux de printemps (春捲).
- Poulet frit (鹽酥雞, yán sū jī) : de petits morceaux de poulet enrobés de farine ou de fécule de patate douce, frits et saupoudrés de poivre blanc, de piment et de basilic frit. Les stands de poulet frit proposent en général aussi d'autres aliments à frire : pâte de poisson, tofu, petits poissons (shishamo), champignons, etc.
- Shawarma (沙威馬, shā wēi mǎ) : un sandwich généralement fait avec du poulet grillé et épicé servi sur un petit pain avec une julienne de laitue, une rondelle de tomate, des oignons, du ketchup et de la mayonnaise. Importé de Turquie il y a des dizaines d’années, l’assaisonnement est assez différent du shawarma turc.
- Tempura (甜不辣, tián bú là) : dans les restaurants, ce terme désigne en général la tempura japonaise mais, au marché de nuit, il s'agit d'un plat un peu semblable au oden : de petits aliments à base de pâte de poisson et de farine, avec parfois des morceaux de navet et des boulettes de porc, servis en soupe ou/et avec une sauce aigre-douce.
- Tōa-tn̂g pau sió-tn̂g (大腸包小腸, dà cháng bāo xiǎo cháng) : grande saucisse de riz gluant salée, farcie d’une petite saucisse de porc sucrée appelée ian-chhiâng (煙腸, yāncháng). La saucisse est parfois parfumée au kaoliang et peut être servie seule sur un bâtonnet. On la roule généralement dans l'ail et le basilic. Au début des années 1980, lorsque les ressources étaient encore rares[à développer], la portion standard était constituée d'une saucisse sur un cure-dent avec une gousse d’ail. Le client a le choix entre plusieurs condiments, comme poivre noir, ail, piment, beurre ou même chocolat.

Parmi les snacks sucrés, on trouve :
- baobing (刨冰, bào bīng, aussi connu sous le nom de tsua bing, 剉冰, cwà bīng) : glace finement pilée accompagnée de divers ingrédients, souvent au choix du client : cacahuètes, fruits, sirops, haricots sucrés (azuki ou mungo), maïs doux, lait concentré, etc. ;
- crêpe (可麗餅, kě lì bǐng) : crêpe très fine adaptée de la version française, mais plus croustillante, comme un biscuit. Très populaire au début des années 2000 ;
- chhia-lûn-piáⁿ (車輪餅, chēlún bǐng, « gâteau-roue ») : de la pâte est versée dans des moules métalliques chauds puis rapidement refroidie pour former de petits gâteaux de différentes formes. Il en existe un grand nombre de variantes. Parfois les gâteaux sont fourrés à la crème, à la pâte de haricots rouge ou au beurre de cacahuète ;
- tánghúlu (糖葫蘆) : fruits de la taille d'une bouchée enrobés de caramel rouge, en général des tomates cerises, des fraises ou de petites prunes. Les tomates sont parfois fourrées avec des pruneaux avant d'être caramélisées ;
- smoothie de fruits ou de haricots : du lait ou de la glace broyée avec de la papaye fraîche, de la mangue, de la pastèque, des haricots azuki ou des haricots mungo.

### Nourriture artistique

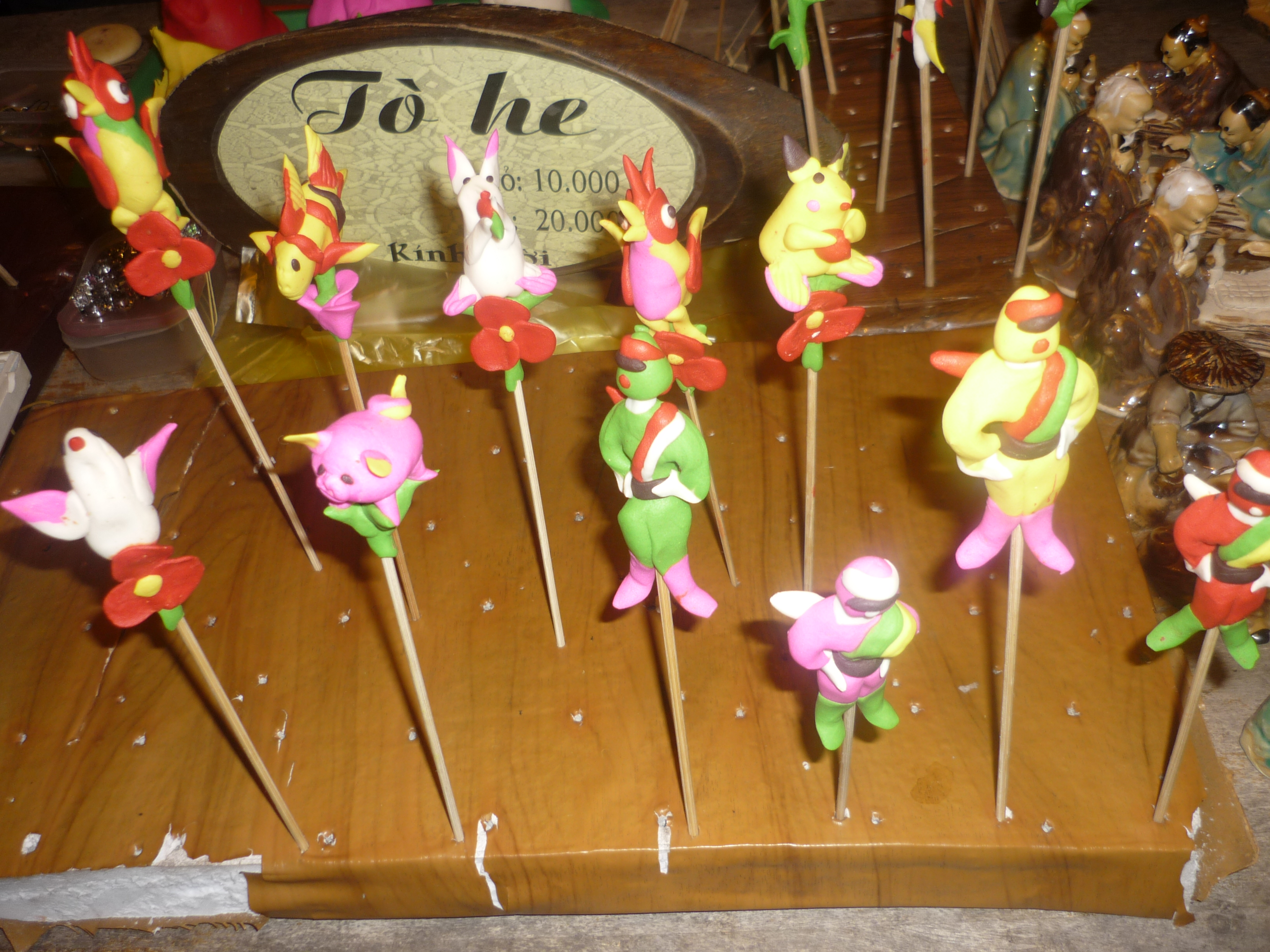
Poupées de pâte.

Ce genre de nourriture fut à la mode pour la dernière fois au début des années 1980.
- Figures de sucre : du sucre liquide chaud est versé dans un moule métallique froid et le vendeur façonne rapidement l'image demandée par le client avant que le sucre ne durcisse. Ces œuvres d’art sont ensuite mangées. Les formes habituelles sont celles de tête d'animal (voire l'animal entier) ou d'objets populaires. Les maîtres de cet art sont capables de créer des pièces, énormes morceau par morceau, qui sont assemblés à la fin.
- Poupées de pâte (zh) (chinois traditionnel : 捏麵人 ; pinyin : niemianren) : de la pâte roulée dans du sucre et dans divers colorants alimentaires (tous naturels) est modelée comme de l’argile pour créer de petites poupées qui représentent généralement des personnages de fables chinoises, bien que d’autres formes aient été créées pour attirer le client moderne. Bien que comestible, la pâte est difficile à digérer et les poupées sont rarement achetées pour être consommées.

## Galerie

Quelques exemples de plats taïwanais
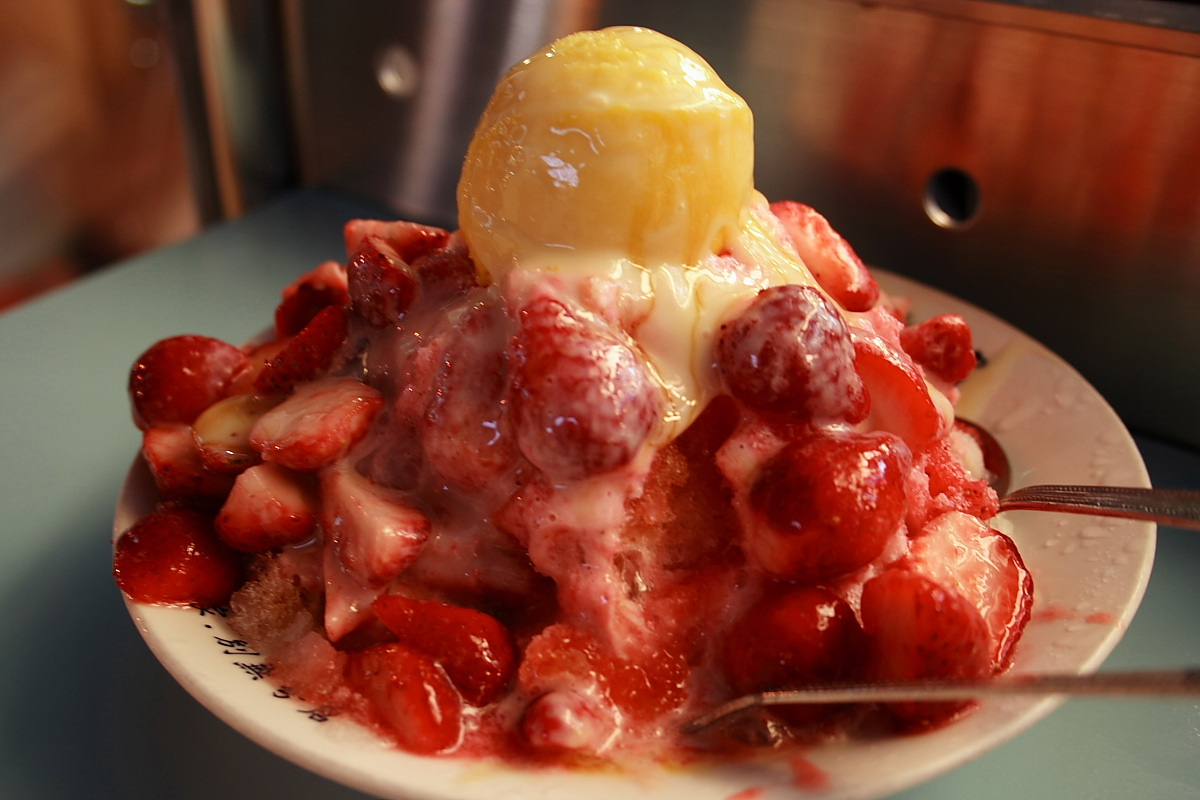
Bàobīng (刨冰) à la fraise et au lait concentré.
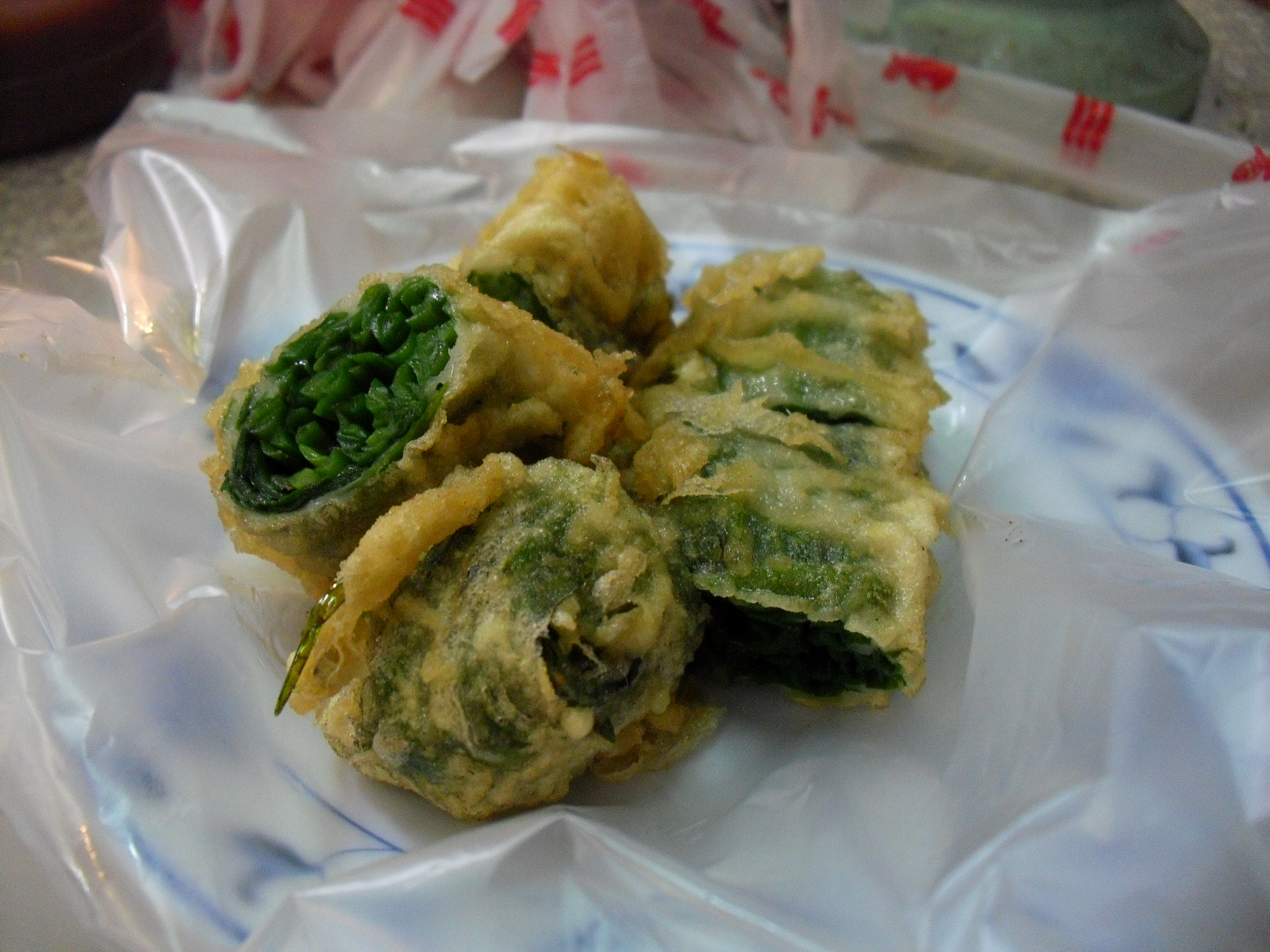
Galette de ciboule.
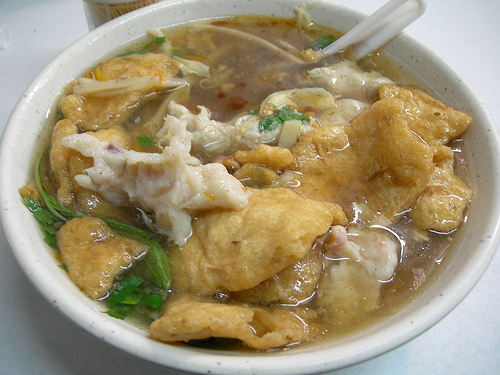
Keⁿ (羹, gēng) à la viande, une soupe épaisse au tofu et au porc enrobé de surimi.
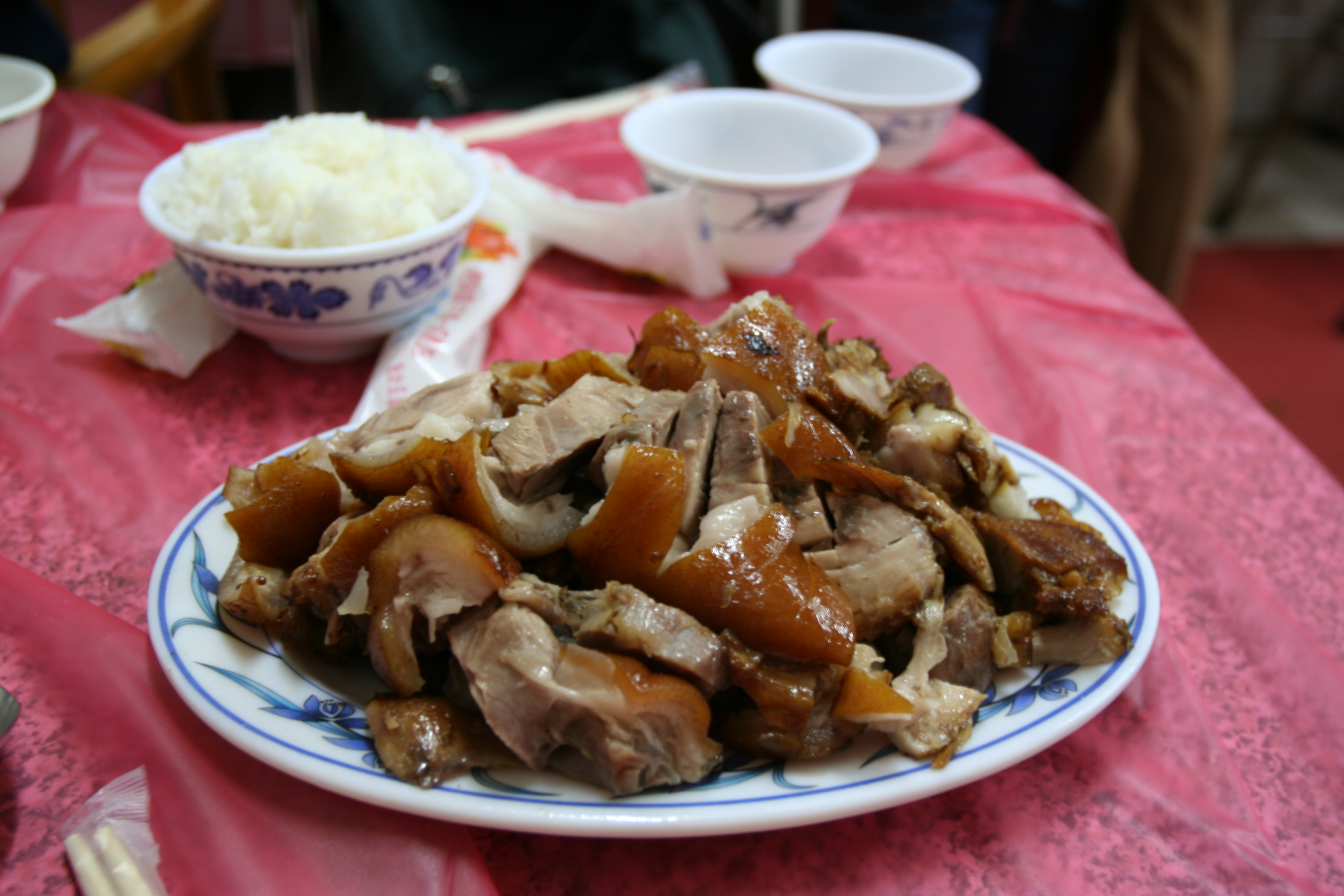
Jarret de porc.
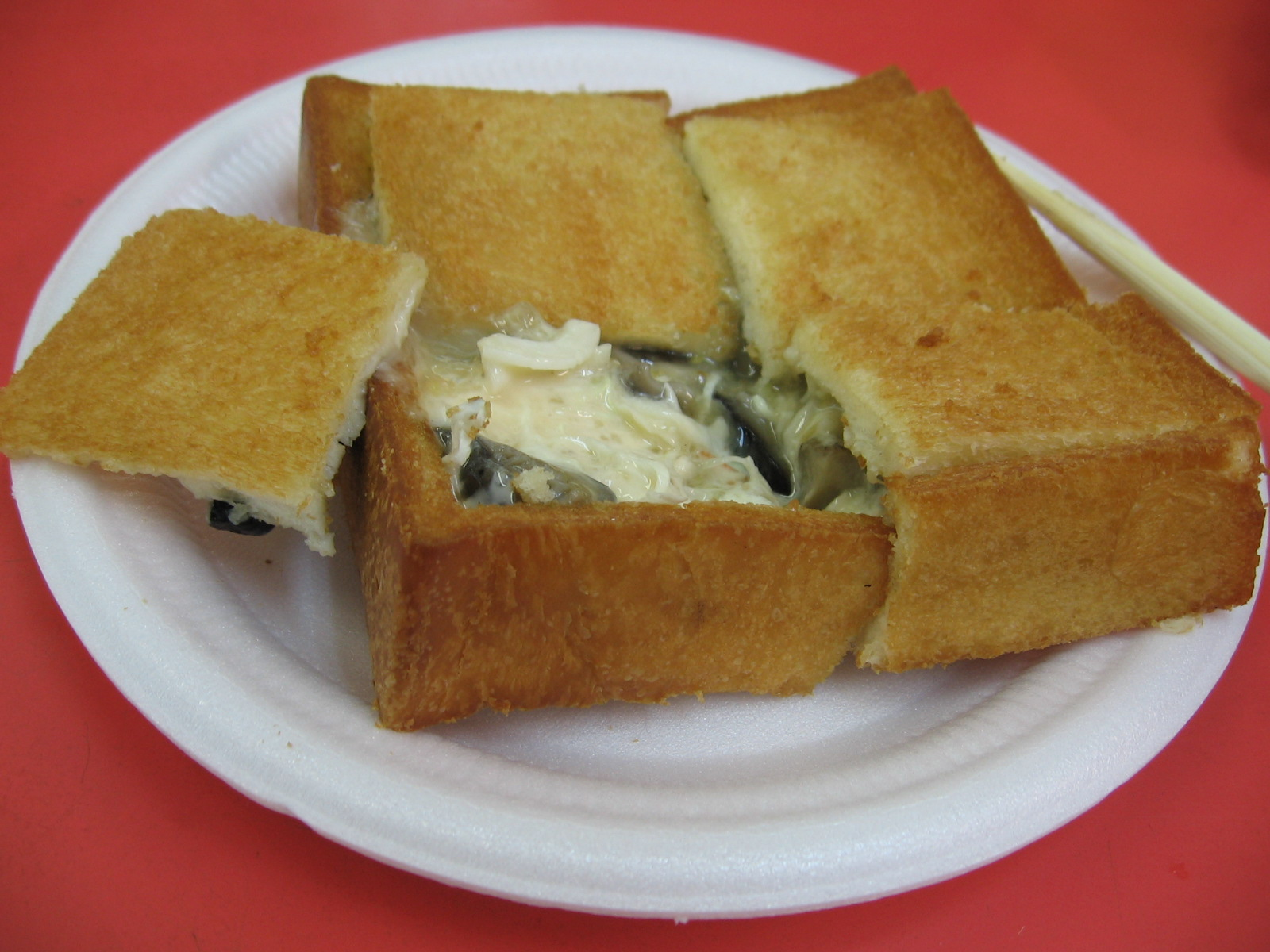
Pain cercueil.
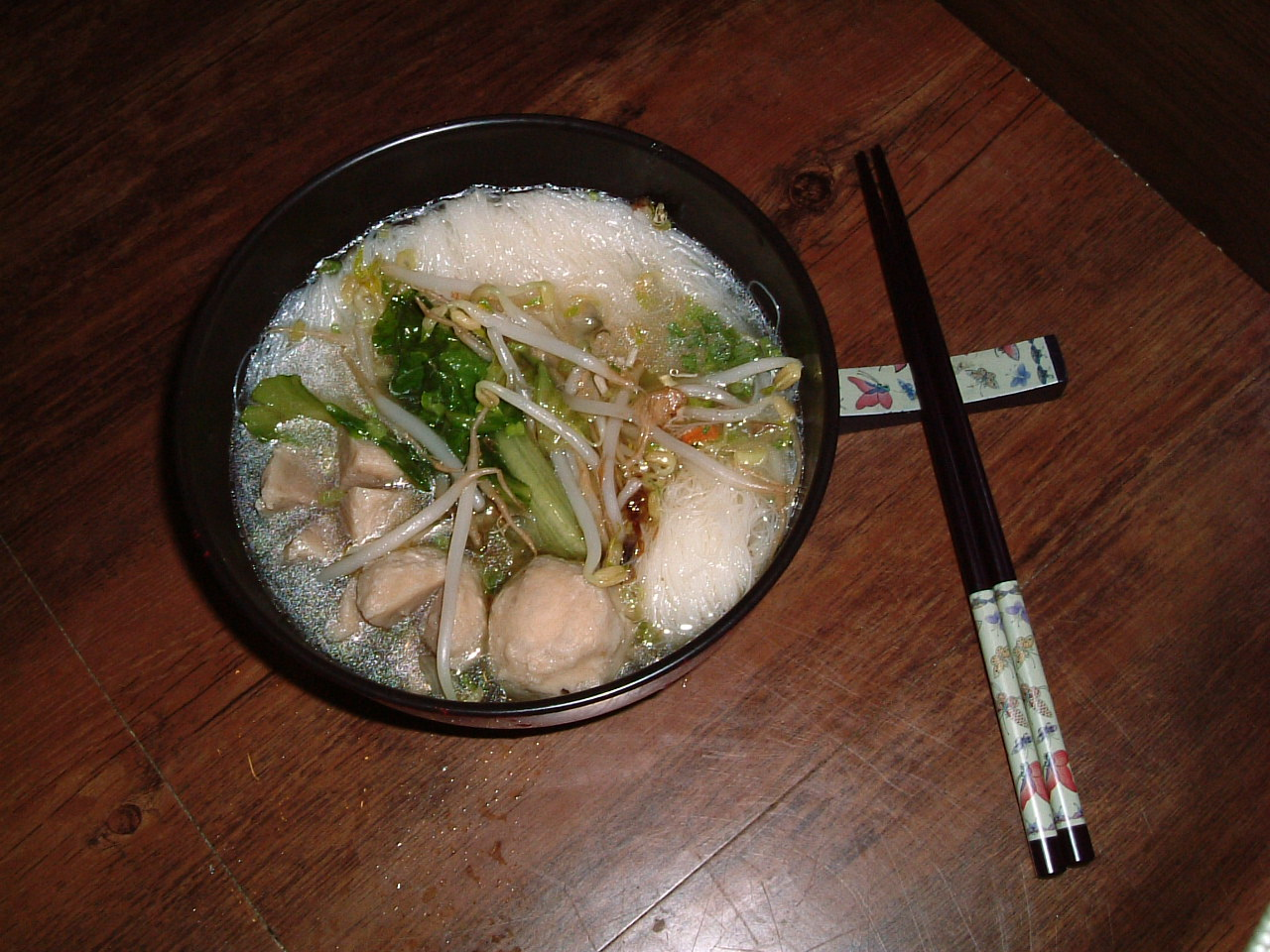
Soupe aux boulettes et aux vermicelles.
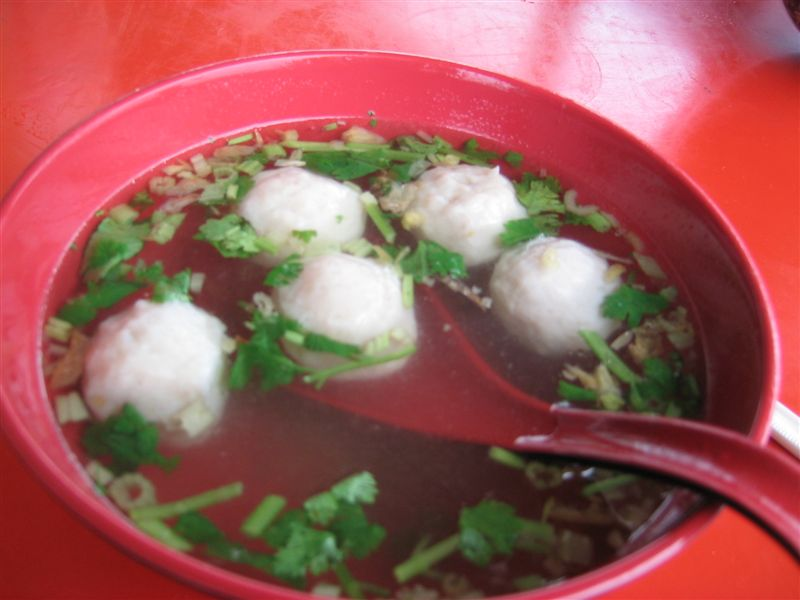
Soupe de boulettes de porc.
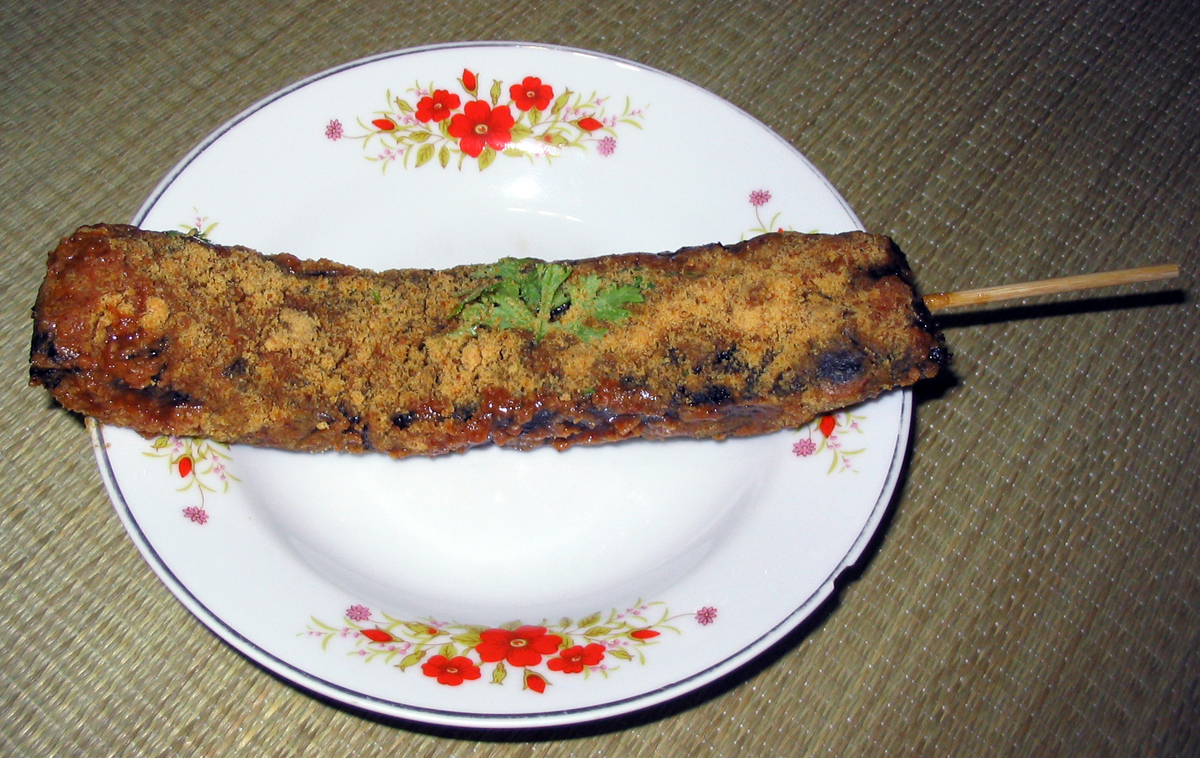
Ti-huih-ko (豬血糕, zhūxuègāo), gâteau de riz et de sang de porc.
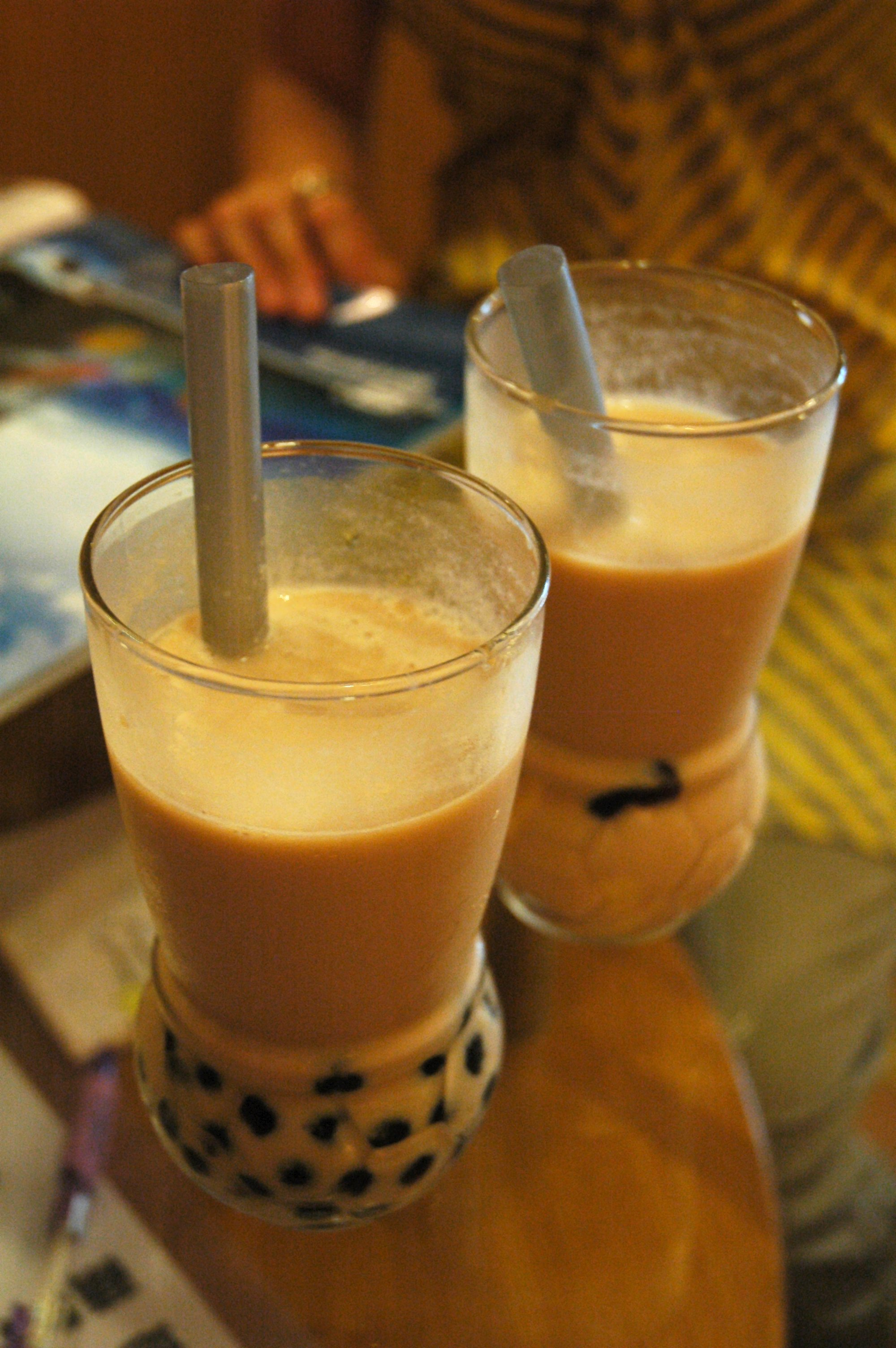
Thé au lait et aux perles.
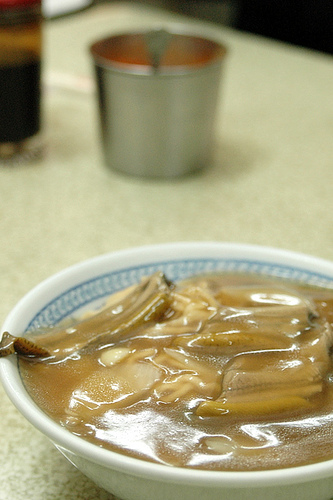
Yìmiàn (意麵).